# Yoon Eun-hye
Đây là một tên người Triều Tiên, họ là Yoon.
Yoon Eun-hye (Hangul: 윤은혜, Hanja: 尹恩惠; Hán Việt: Doãn Ân Huệ; sinh ngày 3 tháng 10 năm 1984) là diễn viên, ca sĩ và người mẫu Hàn Quốc. Cô từng là thành viên của nhóm nhạc nữ nổi tiếng Baby V.O.X (1999-2005). Sau khi tách nhóm, cô chuyển sang lĩnh vực diễn xuất, và biết đến sau các bộ phim truyền hình Được làm hoàng hậu và Tiệm cà phê hoàng tử.

## Phim truyền hình
| Năm  | Tựa đề                                | Đài  | Vai diễn         |
| ---- | ------------------------------------- | ---- | ---------------- |
| 2006 | Hoàng Cung                            | MBC  | Shin Chae-Kyung  |
| 2006 | Vườn nho                              | KBS  | Lee Ji-Hyun      |
| 2007 | Tiệm cà phê hoàng tử                  | MBC  | Go Eun-Chan      |
| 2009 | My Fair Lady - Chàng quản gia của tôi | KBS  | Kang Hye-Na      |
| 2011 | Lie To Me                             | SBS  | Go Ah-Jung       |
| 2012 | Nhớ em                                | MBC  | Lee Soo-Yeon/Zoe |
| 2013 | Lấy anh em dám không                  | KBS2 | Mi-Rae           |

## Phim điện ảnh
| Năm  | Tựa đề                                                                      |
| ---- | --------------------------------------------------------------------------- |
| 2006 | The Legend of Seven Cutter - Huyền thoại 7 vết cắt / Trốn khỏi sức quyến rũ |
| 2011 | Mai Beulraek Minideureseu - Váy đen ngắn                                    |
| 2015 | Chronicle of a Blood Merchant                                               |

## Giải thưởng và đề cử
Tất cả các giải thưởng được liệt kê dưới đây được tham khảo từ The House Company & Naver
| Năm  | Giải thưởng                                     | Thể loại                                   | Tên phim               | Kết quả   |
| ---- | ----------------------------------------------- | ------------------------------------------ | ---------------------- | --------- |
| 2006 | MBC Drama Awards                                | Nữ diễn viên mới xuất sắc nhất             | Được làm hoàng hậu     | Đoạt giải |
| 2006 | 42nd Baeksang Arts Awards                       | Nữ diễn viên mới xuất sắc nhất             | Được làm hoàng hậu     | Đề cử     |
| 2006 | 19th Grimae Awards                              | Nữ diễn viên xuất sắc nhất                 | Vườn nho               | Đoạt giải |
| 2006 | KBS Drama Awards                                | Nữ diễn viên mới xuất sắc nhất             | Vườn nho               | Đoạt giải |
| 2006 | KBS Drama Awards                                | Cặp đôi đẹp nhất (cùng với Oh Man-seok)    | Vườn nho               | Đoạt giải |
| 2007 | MBC Drama Awards                                | Top Excellence Award, Actress              | Tiệm cà phê hoàng tử   | Đoạt giải |
| 2007 | Star News Chief Producer's Choice Acting Awards | Outstanding Actress Award                  | Tiệm cà phê hoàng tử   | Đoạt giải |
| 2008 | 44th Baeksang Arts Awards                       | Nữ diễn viên truyền hình xuất sắc nhất     | Tiệm cà phê hoàng tử   | Đoạt giải |
| 2008 | 48th Monte Carlo Television Festival            | Nữ diễn viên xuất sắc nhất                 | Tiệm cà phê hoàng tử   | Đề cử     |
| 2009 | KBS Drama Awards                                | Popularity Award                           | Chàng quản gia của tôi | Đoạt giải |
| 2009 | KBS Drama Awards                                | Cặp đôi đẹp nhất (cùng với Yoon Sang-hyun) | Chàng quản gia của tôi | Đoạt giải |
| 2009 | KBS Drama Awards                                | Excellence Award, Actress                  | Chàng quản gia của tôi | Đề cử     |
| 2011 | SBS Drama Awards                                | Top Excellence Award, Actress              | Lie To Me              | Đề cử     |
| 2012 | 44th Baeksang Arts Awards                       | Popularity Award, TV                       | Lie To Me              | Đề cử     |
| 2012 | MBC Drama Awards                                | Top Excellence Award, Actress              | Nhớ em                 | Đề cử     |
| 2012 | MBC Drama Awards                                | Popularity Award                           | Nhớ em                 | Đoạt giải |
| 2012 | MBC Drama Awards                                | Hallyu Star of the Year                    | Nhớ em                 | Đoạt giải |
| 2013 | 45th Baeksang Arts Awards                       | Popularity Award, TV                       | Nhớ em                 | Đề cử     |